# Zofia Wojciechowska
Zofia Wojciechowska (ur. 23 września 1964 w Mrągowie) – polska hortiterapeutka, dziennikarka, historyczka, działaczka społeczna, florystka, założycielka i prezeska Instytutu Zdrowia i Hortiterapii "Zielony Promień" od 2013 roku, który jest pierwszą w Polsce jednostką szkoleniową zajmującą się edukacją w zakresie turystyki prozdrowotnej i rehabilitacji przez kontakt z roślinami, ogrodoterapią. Członek Stowarzyszenia Florystów Polskich, członek Stowarzyszenia Dziennikarzy Polskich i Polskiego Towarzystwa Nauk Ogrodniczych.

## Życie prywatne
Córka repatriantów z Wileńszczyzny, którzy po wojnie przeprowadzili się do Polski i zamieszkali w Mrągowie na Mazurach. Tam ukończyła I Liceum Ogólnokształcące w 1979.
W latach 1979–1983 studiowała na kierunku historia, specjalizacja: archiwistyka na Uniwersytecie Mikołaja Kopernika w Toruniu, uzyskując tytuł magistra. W 1992 nauczycielka historii powszechnej i geografii w Liceum Zawodowym w Mrągowie. W drugiej połowie lat 90 zaczęła działalność gospodarczą związaną z kwiatami i florystyką. W celu pozyskania szerszej wiedzy dotyczącej jej obecnej specjalizacji, w 2014 roku podjęła się studiów podyplomowych Hortiterapia na Uniwersytecie Warmińsko-Mazurskim w Olsztynie, których jest absolwentką.

### Działalność społeczna, edukacyjna i ekologiczna
W 2007 rozpoczęła organizację akcji społecznych w celu zachowania dziedzictwa kulturowego i przyrodniczego na Mazurach oraz rozwoju hortiterapii w Polsce, rozpoczęła prowadzenie blogów tematycznych. W 2009 utworzyła stowarzyszenie „Zielone Dzieci“ działające na rzecz rozwijania przyrodolecznictwa i edukacji historii regionalnej, dziedzictwa kulturowego oraz przyrodniczego.
Od 2011 r. prowadzi kampanię społeczną na rzecz rozwoju świadomości ekologicznej, współpracuje z Instytutem na Rzecz Ekorozwoju w zakresie programu Dobry Klimat dla Powiatów. Autorka projektu "Drzewo dla życia" wchodzącego w skład zeszytów ekologicznych powstałych w kampanii Szkoły dla przyrody, współpracowała z Pracownią na Rzecz Wszystkich Istot, prowadziła warsztaty edukacji ekologicznej w Mazurskim Parku Krajobrazowym, pracowała nad projektami w Leśnym Ośrodku Edukacji Ekologicznej Nadleśnictwo Spychowo, Nadleśnictwie Mrągowo. Organizowała seminaria, wykłady i warsztaty hortiterapii w Ogrodzie Botanicznym UW oraz z Zamku Książ.
Zofia Wojciechowska bierze udział w akcjach charytatywnych. Uczestniczy w akcjach Finału WOŚP pt. Floryści dla WOŚP. W 2011 była współorganizatorką warmińsko-mazurskiej akcji wsparcia dla ofiar trzęsienia ziemi i tsunami w Japonii pt. Polskie Tulipany dla japońskiej chryzantemy.

### Instytut Zdrowia i Hortiterapii

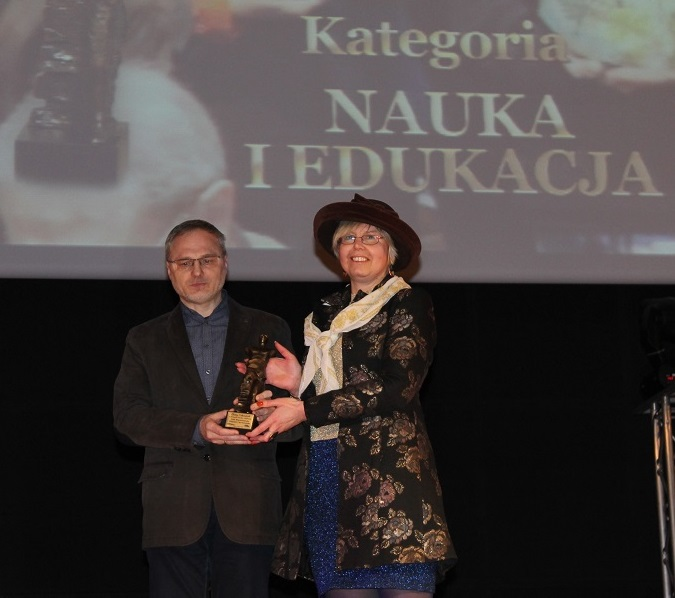
Zofia Wojciechowska i prof. Stanisław Czachorowski z nagrodą Złoty Człowiek - wyróżnieniem czytelników Gazety Olsztyńskiej i Dziennika Elbląskiego za projekt Gadające Dachówki w 2014 r.

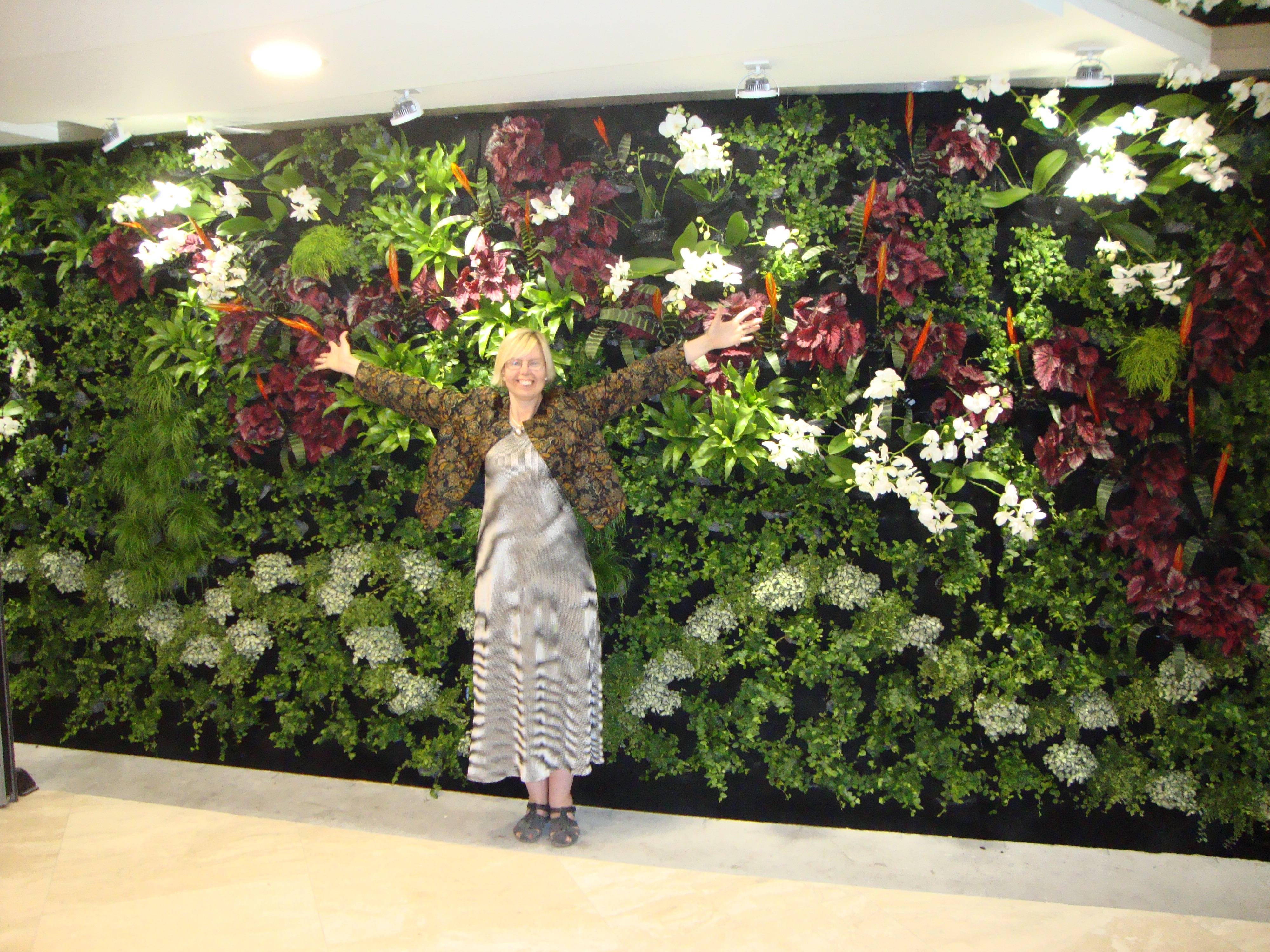
Pionowe ogrody i żywe obrazy roślinne Zofii Wojciechowskiej i Joanny Bogdanowicz w Łyna Park w Olsztynie

W 2013 stworzyła Instytut Hortiterapii - pierwszą organizację w Polsce na rzecz popularyzacji ogrodoterapii oraz innowacji ekologicznych w ochronie środowiska. Instytut prowadzi seminaria, warsztaty, zajęcia oraz ćwiczenia w zakresie socjogrodnictwa i eko-florystyki. Organizuje przedsięwzięcia społeczne związane z turystyką rehabilitacyjną opierającą się na zasobach dziedzictwa kulturowego i przyrodniczego Warmii i Mazur oraz etnobotanice. W 2014 w Mrągowie zorganizowała pierwszy w Polsce Horti Festiwal. Wraz z UWM i prof. Stanisławem Czachorowskim – dyrektorem Centrum Badań nad Dziedzictwem Kulturowym i Przyrodniczym UWM realizuje projekt Gadające Dachówki polegający na kreowaniu innowacyjnych produktów i usług turystyki regionalnej. Obecnie realizuje 3 projekty odznaczone certyfikatem Produkt Warmia i Mazury: Ogrody Zdrowia - Hortiterapia, Cykliczne seminaria z zakresu hortiterapii, Zielona Akademia oraz program rehabilitacji diabetologicznej wspartej hortiterapią pt. Mazury dla Diabetyków. Instytut pracuje nad utworzeniem systemu certyfikatów, które mają być przyznawane przedsiębiorstwom branży turystycznej wyspecjalizowanej w propagowaniu dziedzictwa kulturowego i przyrodniczego z zachowaniem ochrony środowiska. Zofia Wojciechowska powołała wydawnictwo Zielony Promień wspierające działalność instytutu, zajmuje się publikowaniem materiałów związanymi z hortiterapią.
W czerwcu 2015 Instytut Hortiterapii przy współpracy z Joanną Bogdanowicz z Ogrodu Botanicznego UW podjął się innowacyjnego przedsięwzięcia ekologicznej instalacji pionowych ogrodów tworzących cykl ośmiu żywych obrazów z ponad 1500 roślin w pierwszym w Polsce pasywnym wielorodzinnym obiekcie mieszkalnym Łyna Park w Olsztynie.
Jako dyrektorka Mazursko Warmińskiego Instytutu Hortiterapii stworzyła ideę zielonego wolontariatu. Prowadzi Zielone Archiwum Historii Mówionej - współpracuje z Ośrodkiem Karta. Instytut Hortiterapii zajmuje się przywracaniem pamięci o życiu i działalności Jerzego Helwinga, botanika z XVII w. z Węgorzewa, który był poprzednikiem Linneusza. Na przełomie czerwca i lipca 2015 Instytut Hortiterapii w ramach współpracy ze Środowiskowym Domem Samopomocy w Nowym Żmigrodzie zrealizował warsztaty i seminarium które miały na celu nauczyć dziesięciu podopiecznych ŚDS umiejętności ogrodoleczniczych poprzez wykonywanie kompozycji florystycznych oraz posadzenie rabaty ziołowej w Mrągowie. W efekcie 4-dniowych prac, nad jeziorem Czarnym powstała pierwsza na Mazurach horti rabata im. Jerzego Helwinga.
W 2015 Instytut Hortiterapii wraz z Centrum Kultury i Turystyki w Mrągowie w ramach programów Ministerstwa Kultury i Dziedzictwa Narodowego zrealizował projekt: "Listy z Mazur. Zielona Biblioterapia - reintegracja kulturowa i przyrodnicza społeczności lokalnych". Projekt promował czytelnictwo i literaturę regionalną oraz poszerzał kontakty pomiędzy współcześnie żyjącymi mieszkańcami a potomkami dawnych Mazurów obecnie mieszkających na Syberii. Przeprowadzona została akcja "Książki dla Rodaków na Syberii"tj. wysyłki książek i literatury regionalnej do Polaków i Mazurów mieszkających na Syberii (Centrum Polskiej Książki Abakan).
W ramach działań programów Funduszy Inicjatyw Obywatelskiego powstał projekt Mazury po mazursku, którego celem była popularyzacja i przybliżenie wspólnej historii regionu mazurskiego, dawnych oraz współczesnych mieszkańców. Projekt także służył badaniu i odtworzeniu regionalnego stroju mazurskiej (ządźborskiej gburki) z udziałem społecznych ekspertów i warsztatu tkackiego prowadzonego przez twórcę ludowego z Mazur - Annę Bałdygę - stypendystkę Ministerstwa Kultury Dziedzictwa Narodowego.
W związku z rozwojem działalności Instytut zmienił nazwę, która od 2018 roku brzmi Instytut Zdrowia i Hortiterapii "Zielony Promień".

### Działalność naukowa
Zofia Wojciechowska prowadzi również pracę naukową. Od 2010 jest wykładowcą Wszechnicy Ustawicznego Kształcenia w Węgorzewie oraz Mrągowskiego Uniwersytetu III Wieku i Akademii Seniorów Warmii i Mazur. Jest interesariuszem UWM oraz partnerem Centrum Innowacji i Transferu Technologii UWM. W 2013 brała udział w pracach nad powołaniem nowego interdyscyplinarnego kierunku studiów licencjackich Dziedzictwo Kulturowe i Przyrodnicze na UWM. W 2014 roku przyczyniła się do utworzenia nowych trzysemestralnych studiów podyplomowych Hortiterapia, w których również wzięła udział. Od 2013 członek Rady Kulturowego Dziedzictwa Niematerialnego na lata 2013-2018 Województwa Warmińsko Mazurskiego przy Urzędzie Marszałkowskim Województwa Warmińsko-Mazurskiego, członkini Centrum Badań nad Dziedzictwem Kulturowym i Przyrodniczym UWM. W 2013 była inicjatorką pierwszego popularnonaukowego seminarium dotyczącego hortiterapii w programach społecznych w Mrągowie i Sądrach.
W listopadzie 2015 odbył się II Horti Festiwal w Mrągowie pod tytułem "Hortiterapia w Programach Rewitalizacji Zielonych Obszarów Miasta" o charakterze ogólnopolskim z udziałem naukowców i praktyków. Głównymi zagadnieniami seminarium były przyrodnicza partycypacja a rozwój społeczności lokalnych, Hortiterapia jako sposób na turystykę rehabilitacyjną, hortiterapia w sferze rewitalizacji. II Festiwal Hortiterapii był wspierany społecznie na zasadzie crowdfundingu. Od 2015 Instytut Zdrowia i Hortiterapii współpracuje ze Stowarzyszeniem Inżynierów i Techników Ogrodnictwa w Lublinie w dziedzinie innowacji w socjoterapii ogrodniczej.

### Działalność dziennikarska

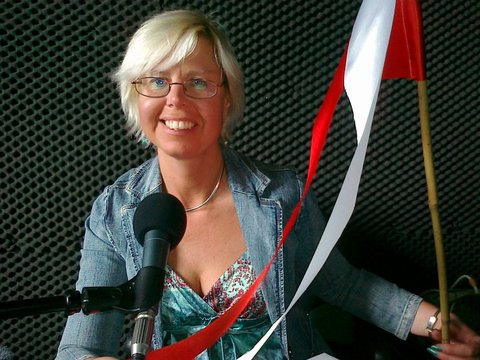
Zofia Wojciechowska podczas prowadzenia audycji Programu POMOST w Radio Wnet w 2011 r.

Od 2009 r. zaczęła pracę dziennikarską w internetowym Radia Wnet, w którym prowadzi autorską audycję Program Pomost, uczestniczy w Światowym Forum Mediów Polonijnych. Wspiera Festiwal Kultury Kresowej biorąc udział bezpośrednio w szkoleniach metodycznych i edukacyjnych dla Polonii. Społecznie pełni funkcję redaktora Kresowego Serwisu Informacyjnego, internetowej gazety publikującej informacje o Polsce i życiu Polaków na Kresach Wschodnich. Współpracuje z polonijnym kwartalnikiem "Rodacy" wydawanym na Syberii, "Nowym Dziennikiem" w Nowym Jorku (USA) oraz Polonią w RPA i redakcją Wiadomości Polonijne wydawane w Johannesburgu przez Zjednoczenie Polskie w Południowej Afryce. Jest polskim przedstawicielem Magazynu Polonia w Chicago współpracowała z radiem WPNA 1490 w USA i innymi polonijnymi mediami. Współpracuje również z mediami regionalnymi m.in. Gazetą Olsztyńską.

### Działalność w turystyce lokalnej
Od 2013 roku jest członkinią LOT Ziemia Mrągowska, propaguje ideę klasteringu na Mazurach, jest współtwórczynią i animatorką Mazurskiego Klastra Turystycznego. Współzałożycielka Eko Klastra i członkini Ogólnopolskiego Klastra Innowacyjnych Przedsiębiorstw w Polsce, współtwórczyni i członkini założyciel Klastra Archipelagi Kultury Warmii i Mazur. Aktywna działaczka mazurskich organizacji pozarządowych, Stowarzyszenia Wspólnota Polska, członkini wspierająca Stowarzyszenie Twórców Ludowych. Pełni funkcję vice-prezeski Międzynarodowego Stowarzyszenia Miłośników Twórczości Ernsta Wiecherta.
Działa w Zespole do spraw rozwoju Ekonomii Społecznej w Powiecie mrągowskim. Prowadzi działalność badawczą nad certyfikacją w turystyce przyrodniczej i rehabilitacyjnej przy współpracy z Polskim Centrum Badań i Certyfikacji.

## Nagrody i wyróżnienia

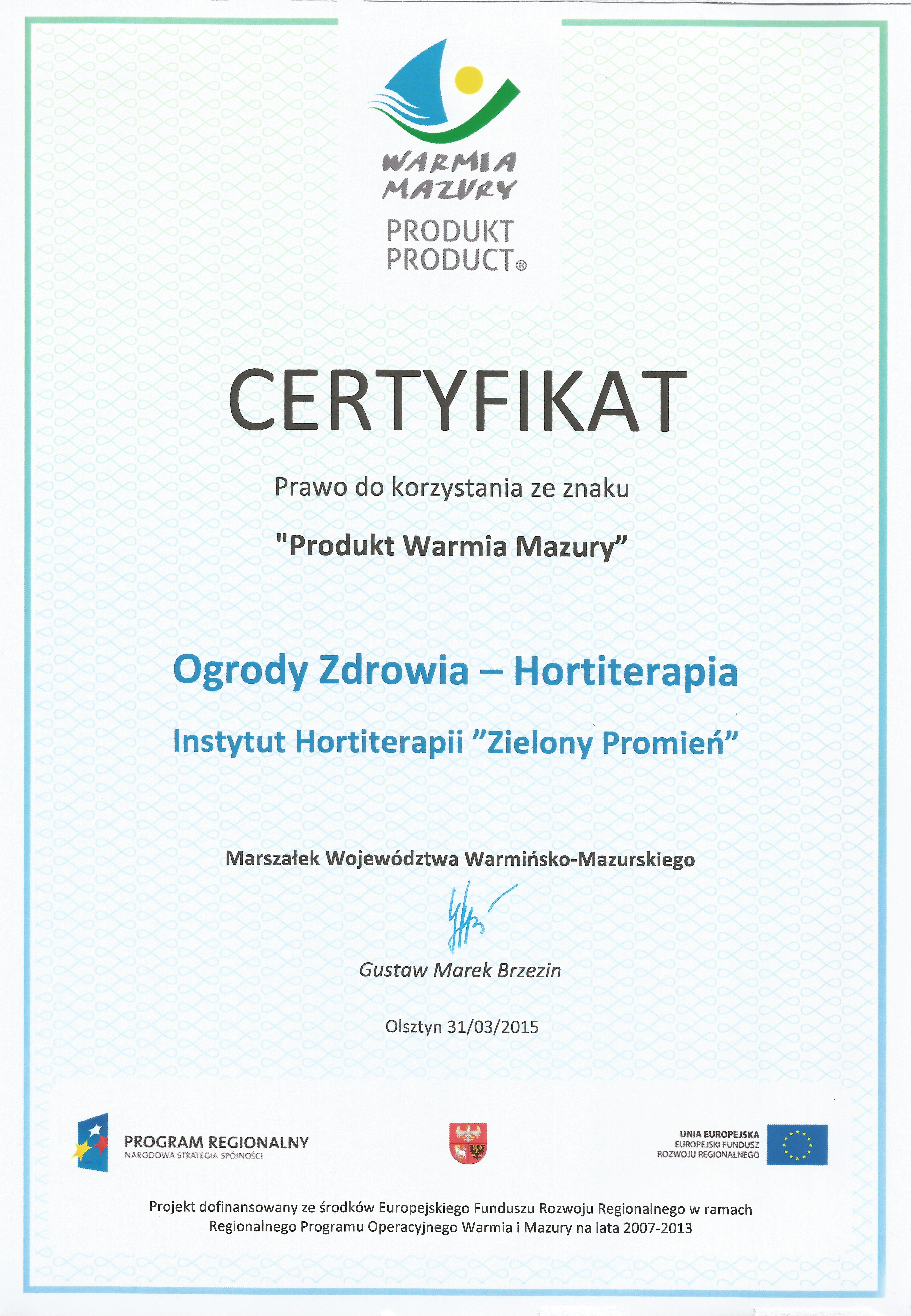
Certyfikat "Produkt Warmia Mazury" dla projektu Ogrody Zdrowia – Hortiterapia

- 2007: Nagroda Zielonego Liścia im. Prof. Stefana Kozłowskiego - za działalność proekologiczną[43]
- 2012: Nagroda polsko-australijskiej Fundacji POLCUL – za ożywianie życia społeczno-kulturalnego, działalność charytatywną na terenie Mrągowa i pomoc polskim dzieciom z Syberii[44] Nagroda Ministra Ochrony Środowiska i kapituły Światowego Forum Mediów Polonijnych za tekst o tematyce ekologicznej „Klimat w głowie” w konkursie pt. Mądre wykorzystywanie zasobów przyrody[45], Nagroda Rady Miasta Mrągowa - za osiągnięcia w dziedzinie upowszechniania i ochrony dóbr kultury[46]
- 2013: Nagroda im. Macieja Płażyńskiego w kategorii dziennikarz krajowy publikujący na tematy polonijne[47]
- 2015: tytuł Złoty Człowiek 2014 Warmii i Mazur - w kategorii Nauka i edukacja za projekt “ Gadające dachówki”[48], Duma Naszego Miasta - nagroda przyznana przez ZHP Hufiec im. Janusza Korczaka w Mrągowie[49]
- 3 Certyfikaty Produkt Warmia Mazury dla Instytutu Hortiterapii za najlepszy produkt i usługę dla programów: Ogrody Zdrowia - Hortiterapia, Cykliczne seminaria z zakresu hortiterapii i Zielona Akademia[50]
- 2016: Tytuł Laureatki Złotej Dziesiątki Kobiet Sukcesu Warmii i Mazur[51]
- 2 Certyfikaty Produkt Warmia Mazury dla Instytutu Hortiterapii za najlepszy produkt i usługę dla programów: Mazury dla Diabetyków i Gadające Dachówki[52]

Tytuł Latarnika Polski Cyfrowej oraz Przyjaciela: Zespołu Szkół Szpitalnych w Szczecinie i IP CZD w Warszawie, Szkoły Podstawowej w Krutyni oraz Przedszkola Stokrotka w Mrągowie i Przedszkola im. Skrzata Borodzieja w Poznaniu
Certyfikaty: Akademii PARP dla firm szkoleniowych, Blended Learning, Media społecznościowe w biznesie, Ekologiczny biznes, Akademii Współpracy JST – NGO, Konsultanta Akademii Ekonomii Społecznej WAMA COOP, Animator Klastra - Współpraca sieciowa, Lider Programu Agroturystyka Przyjazna Naturze 2000, Certyfikat: Audytor wewnętrzny Systemu Zarządzania Jakością ISO 9001.
Nominacje: 2015 – Nagroda Marszałka Senatu RP o tytuł Strażnika Dziedzictwa Rzeczypospolitej Polskiej.